# Gian Mauro Borsano
Gian Mauro Borsano (Domodossola, 6 settembre 1946) è un ingegnere, imprenditore e politico italiano, ex parlamentare ed ex Presidente del Torino dal 1989 al 1993.

## Biografia
Dopo essersi laureato in ingegneria in Svizzera, cominciò la sua carriera da imprenditore fabbricando marmitte o "aggiustando televisori" come affermò e disse più volte. Agli albori degli anni ottanta divenne presidente del colosso Gima, azienda che lavorava nel campo dell'edilizia con 400 dipendenti ed un fatturato di 600 miliardi di lire. Fa ingresso nel mondo del calcio comperando il Torino nella primavera del 1989 per 8 miliardi, quando ormai era condannato alla retrocessione, e ricostruisce una squadra in grado di affrontare il campionato successivo in serie B.
Ottiene subito la promozione in Serie A come primo in classifica, riuscendo a portare il Toro fino alla finale di Coppa UEFA l'anno successivo. Siamo nell'estate 1992, e iniziano i problemi. L'imprenditore era stato eletto deputato nelle file del PSI di Craxi, spuntando oltre 36000 preferenze, ma questo non fu sufficiente a evitargli una rapida caduta. L'autorizzazione a procedere per bancarotta fraudolenta in relazione al crack Ipifim (1990) viene concessa l'estate stessa dalla Camera. Per bisogno urgente di denaro, nel mese di luglio 1992 la società cede Lentini al Milan di Silvio Berlusconi, scatenando la rivolta dei tifosi. Vengono ceduti anche Cravero, Policano, Benedetti e Bresciani ad altre squadre.
La società passa di mano per 12 miliardi di lire nei primi mesi del 1993, portando alla presidenza un notaio, Roberto Goveani. Solo a fine anno si scoprirà il patto clandestino tra il vecchio presidente e il notaio cantante per il versamento di una quota in nero, che porterà al sequestro delle azioni da parte della magistratura. La Gima fallì poco dopo. Intanto nel 1994 conclude il proprio mandato parlamentare. 
Negli anni successivi Borsano dovrà rispondere di accuse come bancarotta fraudolenta, falso in bilancio e appropriazione indebita, e dovrà chiarire una storia di fondi neri legato all'affaire Lentini.
Chiude le sue pendenze con la giustizia relative alla GIMA nel 1998. Nel 2001 viene arrestato con l'accusa di reati fiscali a Roma. Ricompare all'onore delle cronache nel 2009 per aver rilevato la catena di mobilifici Emmelunga, integrandola poi con l'altra storica catena Aiazzone. I mobilifici entrano però ben presto in una crisi finanziaria nella quale Borsano e i suoi soci Giampiero Palenzona (fratello del più noto Fabrizio) e Renato Semeraro vengono nuovamente indagati per evasione fiscale. Il 28 marzo 2011 Gian Mauro Borsano insieme al suo socio Renato Semeraro e a Giuseppe Gallo, viene arrestato dalla Guardia di Finanza di Roma a seguito del crack Aiazzone: sono indagati per truffa, bancarotta fraudolenta, con un'evasione fiscale di 50 milioni di euro.